# (…)perfecto mundo(…)
(…)perfecto mundo(…) – siódmy album studyjny polskiej grupy muzycznej CETI. Wydawnictwo ukazało w kwietniu 2007 roku nakładem wytwórni muzycznej Oskar. Nagrania zostały zarejestrowane w K&K Studio w Poznaniu we współpracy z realizatorem Wiesławem Wolnikiem. W niektórych partiach chóralnych i orkiestrowych wzięli udział uczniowie Szkoły Muzycznej im. Fryderyka Chopina w Poznaniu.

## Lista utworów
Opracowano na podstawie materiału źródłowego.
1. "(…) Intra nos est" – 02:00
2. "Deja vu" – 05:59
3. "Gardens of Life 1" – 05:55
4. "Stolen Wind" – 04:03
5. "Paradise Lost" – 05:47
6. "Flight to the Other Side" – 05:02
7. "Ride to Light" – 08:35
8. "For Those Who Aren't Here" – 08:56
9. "Gardens of Life 2" – 06:06
10. "Ride to Light (Radio version)" – 08:30 (utwór dodatkowy)

## Twórcy
Opracowano na podstawie materiału źródłowego.

- Grzegorz Kupczyk – gitara, śpiew, produkcja muzyczna
- Bartek Sadura – gitara
- Bartosz Urbaniak – gitara basowa
- Maria Wietrzykowska – instrumenty klawiszowe, śpiew, produkcja muzyczna
- Marcin Krystek "Mucek" – perkusja
- Sylwia Kupczyk – śpiew (utwór 7)
- Krystyna Bocz – wiolonczela
- Andrzej Kubic – waltornia
- Moe Strubel – waltornia
- Sara Dotz – obój
- Sławomir Jankowski – zdjęcia
- Ewa Toczkowska – zdjęcia
- Anna Cytowicz – zdjęcia
- Joanna Wozna – zdjęcia
- Dziro – zdjęcia
- Anna Cytowicz – projekt graficzny